# Aleksy Szołomicki
Aleksy Szołomicki (ur. 25 lutego 1930 w Świdnicy, zm. 6 grudnia 1979 w Szczecinie) – polski siatkarz, medalista mistrzostw Polski, reprezentant Polski.

## Kariera sportowa
Przez niemal całą karierę był związany z klubami szczecińskimi - Spójnią i Pogonią. Pierwszy sukces odniósł jednak jako zawodnik CWKS Warszawa, zdobywając w 1952 Puchar Polski, w 1954 został natomiast mistrzem Polski w barwach AZS-AWF Warszawa. Ze Spójnią debiutował w 1955 w I lidze. Od 1957 reprezentował barwy Pogoni Szczecin, z którą wywalczył brązowy medal mistrzostw Polski w 1962. W tym samym roku został trenerem Pogoni i prowadził ją do końca lat 60.
W reprezentacji Polski seniorów debiutował 7 grudnia 1952 w towarzyskim spotkaniu z młodzieżową reprezentacją ZSRR. Wystąpił m.in. na akademickich mistrzostwach świata w 1954 (5. miejsce), mistrzostwach Europy w 1955 i 1958, a także mistrzostwach świata w 1956. Ostatni raz w biało-czerwonych barwach wystąpił 6 lipca 1959 w towarzyskim spotkaniu z Chinami. Łącznie w reprezentacji zagrał w 116 spotkaniach.
Jego bratem był Mieczysław Szołomicki, również siatkarz Pogoni i reprezentant Polski.
W Szczecinie organizowano od 1980 turniej siatkarski - Memoriał A. Szołomickiego.